# Tonatia
Tonatia es un género de murciélagos que pertenecen a la familia Phyllostomidae. Agrupa a dos especies nativas de América Central y Sudamérica.

## Especies
Se reconocen las siguientes especies y subespecies:
- Tonatia bidens (Spix, 1823)
- Tonatia saurophila Koopman & Williams, 1951
  - Tonatia saurophila saurophila Koopman & Williams, 1951
  - Tonatia saurophila bakeri Williams, Willig &  Reid, 1995
  - Tonatia saurophila maresi Williams, Willig & Reid, 1995